# Dadash Ibrahimov
Dadash Ibrahimov (Sumqayıt, 4 juli 1976) is een  Azerbeidzjaans atleet, die is gespecialiseerd in de 100 m en de 200 m. Eenmaal nam hij deel aan de Olympische Spelen, maar bleef medailleloos.
Op de Olympische Spelen van 2004 in Athene geraakte Gasimov niet door de kwalificaties van de 200 m. In een tijd van 21,60 s eindigde hij zevende in zijn reeks.

## Persoonlijke records
Outdoor
| Onderdeel | Prestatie | Datum       | Plaats |
| --------- | --------- | ----------- | ------ |
| 100 m     | 10,55 s   | 2 juni 2004 | Bakoe  |
| 200 m     | 20,75 s   | 3 juli 2004 | Bakoe  |

Indoor
| Onderdeel | Prestatie | Datum           | Plaats    |
| --------- | --------- | --------------- | --------- |
| 60 m      | 6,91 s    | 17 januari 2004 | Wolgograd |
| 200 m     | 22,18 s   | 17 januari 2004 | Wolgograd |